# Suzanne Doppelt
Suzanne Doppelt (* 1956) ist eine französische Autorin und Fotografin.

## Leben
Suzanne Doppelt studierte Philosophie in Paris und entdeckte während der Studienzeit ihr Interesse für die Fotografie. Doppelt lebt in Paris.
Die Fotografien von Suzanne Doppelt wurden in mehreren Gruppen- und Einzelausstellungen ausgestellt.